# Козаріз (півострів)

Півострів утворений річкою Білою (1) і старицею (3А)

Козаріз (башк. Кәзә салған) — півострів (фактично), острів (на картах, в офіційних документах) у Ленінському районі Уфи. Утворений дугоподібною старицею річки Білої і самою річкою. З південного сходу води немає (в повінь можливе затоплення). На острові знаходиться однойменне село (селище) чисельністю близько 220 осіб.
На півострові багато лісів (дуб, в'яз).